# Рођени сјутра
„Рођени сјутра” је југословенски филм из 1997. године. Режирао га је Драшко Ђуровић а сценарио је написао Ратко Радуновић.

## Улоге
| Глумац                | Улога   |
| --------------------- | ------- |
| Растко Јанковић       | Баки    |
| Андријана Виденовић   | Милена  |
| Мирко Влаховић        | Филип   |
| Ђорђе Давид           | Лимун   |
| Милица Милша          | Лидија  |
| Маја Новељић Ромчевић | Барбара |
| Славиша Чуровић       | Ален    |
| Јасмина Ђорђевић      | Сања    |
| Миодраг Радовановић   | Доктор  |